# La Volonté du mort
Pour plus de détails, voir Fiche technique et Distribution.
La Volonté du mort (The Cat and the Canary) est un film muet américain réalisé par Paul Leni, sorti en 1927.

## Synopsis
Cyrus West, un vieil original milliardaire, solitaire et grincheux, rédige son testament et le met sous pli en deux enveloppes cachetées à ouvrir vingt ans après ma mort. Il joue ainsi un tour aux membres de la famille qui attendront, minés par l'impatience, comme des chats excités par la vue d'un canari en cage. Après la disparition du vieillard, le château reste habité seulement par une ancienne servante, Mammy Pleasant, et le gardien. Un visiteur s'introduit dans les lieux. Sa main gantée essaie de faire jouer la serrure à chiffres du coffre-fort, qui s'ouvre enfin. Il est vide. Pendant ce temps, le notaire est arrivé et les membres de la famille sont réunis pour assister à l'ouverture du testament. 
On ouvre la première enveloppe. C'est la nièce Anabella West qui hérite, mais à la condition qu'elle soit saine d'esprit. Si elle ne l'est pas un autre héritier sera désigné, dont le nom est inscrit dans la seconde enveloppe. Pendant la préparation du dîner, le gardien vient annoncer qu'un fou, surnommé le Cat, s'est échappé et est peut-être dans la maison ou aux alentours. La folie s'empare des convives. Pendant son sommeil, la main gantée tente d'étrangler Anabella. Tante Suzan parvient à quitter la demeure et à monter dans la charrette du laitier pour prévenir la police, qui démasquera rapidement l'auteur des incidents : c'était, déguisé en monstre hideux, Charlie Wilderl, neveu de Cyrus, dont le nom figurait dans la seconde enveloppe. 
Le gardien était son complice.

## Fiche technique
- Titre original : The Cat and the Canary

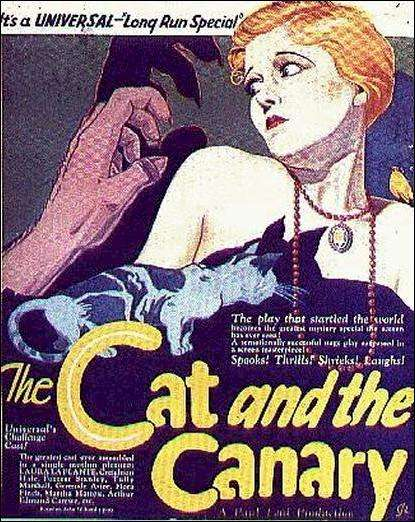
Affiche du film.

- Titre français : La Volonté du mort
- Réalisation : Paul Leni
- Scénario : Robert F. Hill et Alfred A. Cohn, d'après la pièce de John Willard
- Photographie : Gilbert Warrenton
- Montage : Lloyd Nosler
- Musique originale : Hugo Riesenfeld, restaurée par Neil Brand
- Producteur : Carl Laemmle
- Société de production : Universal Pictures
- Genre : comédie horrifique, fantastique
- Film muet en noir et blanc - Dans une version diffusée en juillet 2010 sur la chaîne télévisée Ciné Polar, la musique qui accompagne le film est la Deuxième Symphonie de Mahler (Résurrection).
- Date de sortie :
  - États-Unis : 9 septembre 1927

## Distribution
- Laura La Plante : Anabella West
- Creighton Hale : Paul Jones
- Forrest Stanley : Charles "Charlie" Wilder
- Tully Marshall : Roger Crosby, le notaire
- George Siegmann : Le garde
- Gertrude Astor : Cecily Young
- Flora Finch : Tante Susan
- Arthur Edmund Carewe : Harry Blythe
- Martha Mattox : Mammy Pleasant
- Lucien Littlefield : le docteur Ira Lazar

et, non crédités :
- Billy Engle : Le chauffeur de taxi
- Joe Murphy : Le livreur de chez Crescent Milk
- Hal Craig : Un policier à moto